# Niedorperpolder
De Niedorperpolder is een polder in de Nederlandse provincie Noord-Holland, tussen de dorpen Nieuwe Niedorp
en Oude Niedorp in, bij de buurtschap Terdiek.